# Rod Argent
Rodney Terence "Rod" Argent (St. Albans, 14 de junho de 1945) é um músico, cantor, compositor, compositor e produtor musical inglês. Em uma carreira de mais de 50 anos, Argent ganhou destaque em meados da década de 1960 como fundador e tecladista da banda de rock inglesa The Zombies, e passou a formar a banda Argent após o primeiro desmembramento dos Zombies.
Argent é um dos principais compositores da música dos Zombies e fez grandes contribuições líricas para as músicas da banda. Como tecladista da banda, ele usou uma variedade de instrumentos, incluindo o Mellotron, o cravo e o órgão.
Além de seu trabalho com Zombies e Argent, Argent fez música para séries de televisão, foi músico de sessão, produziu álbuns de outros artistas e teve uma carreira solo que incluiu três álbuns de estúdio: "Moving Home", "Red House" e "Classically Speaking". Argent foi introduzido no Hall da Fama do Rock and Roll como membro dos Zombies no Brooklyn em março de 2019.

## Primeiros anos
Argent nasceu em St Albans, Hertfordshire. Quando criança, ele cantou como coro no coral da Catedral de St. Albans. Enquanto estava na escola St. Albans, ele conheceu Paul Atkinson e Hugh Grundy. Argent, Atkinson e Grundy tocaram juntos pela primeira vez na Páscoa de 1961 em St Albans.
Argent queria formar uma banda e, inicialmente, pediu ao primo Jim Rodford para se juntar como baixista. Rodford estava tocando na banda local chamada Bluetones na época, então recusou. Colin Blunstone e Paul Arnold ingressaram na nova banda no início de 1961, enquanto todos os cinco membros ainda estavam na escola. Arnold saiu pouco depois e foi substituído por Chris White. Depois que a banda venceu um concurso local, eles gravaram uma demo como prêmio. A música de Argent, "She's Not There", conseguiu um contrato de gravação com a Decca.

## Carreira

### The Zombies
Além de tocar piano e teclados nos Zombies, Argent era (com White) um dos dois principais compositores do grupo, escrevendo os sucessos "She's Not There", "Tell Her No" e "Time of the Season", entre outras. Argent foi inicialmente o vocalista do grupo, com Blunstone na guitarra. Quando os talentos do teclado de Argent se tornaram aparentes, ele se tornou o tecladista em tempo integral do grupo, concedendo o papel de vocalista do Blunstone. O grupo continuou gravando nos anos 60, mas acabou em dezembro de 1967, alegando divergências na administração.

### Argent
Depois que a banda terminou, Argent passou a formar a banda Argent, que lançou um álbum de sucesso em 1972 com o All Together Now, que continha o single "Hold Your Head Up". Seu solo Hammond B3 nessa faixa é citado por Rick Wakeman como o maior solo de órgão de todos os tempos. A banda também gravou a versão original do hino do rock "God Gave Rock and Roll to You", escrito pelo vocalista Russ Ballard, que mais tarde foi coberto por outros artistas, incluindo Petra e Kiss. O primeiro álbum de Argent incluiu a música "Liar" (também composta por Ballard), que se tornou um hit de Three Dog Night. Em 1976, a banda se separou.

### Carreira solo
Em 1978, Argent lançou seu álbum solo de estréia, Moving Home, com muitos músicos conhecidos, incluindo o baterista do Genesis Phil Collins e o baixista do Weather Report, Alphonso Johnson. Em 1980, ele escreveu um musical intitulado Masquerade, que estreou em Londres em 1982. Em 1988, ele lançou outro álbum solo, Red House.
Argent tocou teclados com vários músicos, incluindo piano na faixa-título do álbum Who Are You de The Who, e em Variations com Gary Moore, Julian Lloyd Webber e Andrew Lloyd Webber. Nos anos 80, ele começou a escrever para a televisão. Em 1986, ele compôs a música tema para a cobertura do ITV da Copa do Mundo da FIFA de 1986, "Aztec Gold", que foi lançada como single sob o título de "Silsoe". Também em 1986, ele compôs a música-tema para The Two of Us da ITV e para a série LWT de 1987, Bust. Dois anos depois, a composição "Goal Crazy" de Argent / Van Hooke foi usada pelo The Big Match da ITV de 1988 a 1992. Argent também compôs a música-tema para o sitcom da ITV ( LWT ), The Piglet Files, que foi ao ar de 1990 a 1992.
Em 1987, Argent formou uma empresa de produção com o ex-baterista do Van Morrison Peter Van Hooke, que produziu vários artistas. Em 1995, Argent produziu o álbum de estreia de Soraya, On Nights Like This, e seu segundo álbum, Wall Of Smiles. Outros álbuns produzidos pelos parceiros de negócios incluem o Coração Antigo de Tanita Tikaram (1988), o Late Night Grande Hotel de Nanci Griffith (1991), o serenata de deserto pintado de Joshua Kadison (1993) e os ossos de cura de Jules Shear (1994).
Em 1999, Argent gravou um álbum solo de piano, Rod Argent Classically Speaking, no qual tocou Chopin études e música de Ravel, Bach e Grieg, além de três de suas próprias composições. Em 2006, Argent juntou-se a Hamish Stuart, Richard Marx, Billy Squier, Edgar Winter e Sheila E. para uma turnê com Ringo Starr e sua banda All-Starr.

### A reunião dos zumbis
Em 2004, Argent e Colin Blunstone gravaram um novo álbum, As Far As I Can See ..., no estilo de The Zombies. Um álbum subseqüente e um DVD Colin Blunstone e Rod Argent do Zombies Live no Bloomsbury Theatre receberam críticas favoráveis, assim como sua turnê nos EUA em 2007. Um crítico observou: "The Zombies, ainda liderado pelo mago de teclado original Rod Argent e apresentando os vocais de seda defumada de Colin Blunstone, é a melhor banda dos anos 60 ainda em turnê que não tem Mick Jagger como vocalista".
O Argent continuou em turnê com Colin Blunstone como The Zombies, e em abril de 2009 os membros sobreviventes originais da banda tocaram quatro shows de reencontro com o álbum Odessey and Oracle. Isso levou a uma reunião da banda. Em uma entrevista de 2015 ao jornalista do PopMatters, JC Maçek III, sobre o último álbum dos Zombies, Still Got That Hunger, Argent disse que "Still Got That Hunger é o primeiro álbum que realmente recapturou parte da ressonância dos sentimentos de um grupo. Estamos tão unidos como um grupo agora. E todo o processo se tornou tão orgânico que estamos 100% felizes com o nome dos The Zombies, redescobrindo e tocando todas as coisas antigas e, ao mesmo tempo, criando um novo caminho a seguir, o que também é muito, muito importante para nós."
Em 2012, Argent participou da inauguração de uma placa azul no The Blacksmith's Arms, um pub em St Albans, onde os Zombies se reuniram para seu primeiro ensaio.

## Vida pessoal
Argent e sua esposa Cathy se conheceram em uma festa em 1967 e se casaram em 1972. Eles têm dois filhos adultos, Elesa e Mark.